# Vikár András
Vikár András DLA (Budapest, 1953. augusztus 26. –) Ybl Miklós-díjas magyar építész, tanár, a Budapesti Városépítészeti és Építészeti Tervtanács tagja.

## Életpályája
Édesapja dr. Vikár László Széchenyi-díjas népzenekutató, a tudományok doktora, őshaza zenei rokonságának nemzetközileg elismert kutatója, édesanyja Forrai Katalin zenepedagógus, a Kodály-módszeren alapuló iskolás kor előtti zenei nevelés szaktekintélye, hazai és nemzetközi népszerűsítője.
Fiatalon fuvolázni tanult, később beat zenekart alapított. Középiskolai tanulmányait a Szent István Gimnázium matematika tagozatán végezte, ahol Rácz János tanította geometriára. 1973-ban felvették a Budapesti Műszaki Egyetem Építészmérnöki Karára ahol Farkasdy Zoltán lett a mestere. 1978-ban diplomázott a Középülettervezési Tanszéken. 1978-95 között a Budapesti Városépítési Tervező Vállalat II. irodájában dolgozik, tervei alapján itt épülnek meg első házai. 1986-ban dániai tanulmányokat folytatott Henning Larsen útmutatása mellett, majd dolgozott a Kjaer & Richter irodában.
1991-ben Lukács Istvánnal megalapította a Lukács és Vikár Építészstúdiót, aminek azóta is ügyvezetője. Több évtizedes tervezői tevékenységét számtalan megépült épület reprezentálja. Több Fővárosi és Kerületi Tervtanács tagja, a Budapesti és a Magyar Építész Kamara, továbbá a Magyar Építőművész Szövetség szakmai munkájának állandó segítője. Kis megszakításokkal a Budapest Műszaki Egyetem Lakóépülettervezési, Középülettervezési és Urbanisztikai Tanszékének óraadó tanára. 2004-ben művészeti doktori fokozatot szerzett, 2006-ban kulturális, építészeti és egyetemi oktatói tevékenységének elismeréseként Ybl Miklós-díjjal tüntették ki.
Gyermekei Dóra (1979) és Péter (1983), felesége Novobáczky Piroska (1993).

## Kitüntetései
- Közlekedési Miniszteri Elismerés – Budapest XIII. Árpád híd Autóbusz-pályaudvar – 1988
- Fővárosi Építészeti Nívódíj – Budapest, XII. Városmajor utca 13. – 1996
- Figyelő Építészeti Díj – Budapest, XII. Jagelló út 14. – 2000
- Pro Architectura díj – 2001 [6]
- Fővárosi Építészeti Nívódíj – Budapest, III. Graphisoft Park Fejlesztői Épület – 2001
- Figyelő Építészeti Díj – Budapest, III. Graphisoft Park Fejlesztői Épület – 2001
- Figyelő Építészeti Díj – Budapest, I. Krisztina tér 2. – 2002
- Fővárosi Építészeti Nívódíj – Budapest, IV. Káposztásmegyer Új Lakónegyed – 2005
- Ybl Miklós-díj – 2006
- Ingatlanfejlesztők Szövetségének díja – 2007
- Pro Architectura díj – 2009
- Fővárosi Építészeti Nívódíj – Budapest, III. Graphisoft Park 'M' Épület – 2009
- Újbuda Pro Architectura-díj, Budapest XI. Simplon ’B’ lakóépület – 2010
- Építőipari Nívódíj – Budapest IX. Allianz Székház – 2011
- European Property Award – Budapest II. Akademia Park Officium – 2011
- CEE Green Building Awards – Budapest II. Akademia Park Officium – 2011
- CU Awards Hungary – Budapest II. Akademia Park Officium – 2011
- FIABCI Ingatlanfejlesztői Nívódíj – Budapest IV. Magyar Autóklub Székház – 2012

## Lukács Istvánnal közösen jegyzett művei

### Megvalósult épületek
- 1986-88 Árpád híd Autóbusz-pályaudvar (Dóczy Pállal)
- 1986-89 Interlighter Székház rekonstrukciója
- 1992-94 Szabó Ervin Gimnázium
- 1991-95 Városmajor utcai irodaház
- 1995-96 TPA Székház
- 1996-2003 Szilas Lakópark
- 1996-98 Maros utcai irodaház
- 1998-99 Jagelló utcai irodaház
- 1998-99 Graphisoft Park, Logisztikai épület
- 1999-2000 Graphisoft Park, Fejlesztői épület
- 2000-01 Alkotás utcai irodaház
- 2000-01 Krisztina téri irodaház
- 2000-04 Megyer Lakópark
- 2001-04 Káposztásmegyeri Új Lakónegyed
- 2001-07 Aréna Corner Irodaház
- 2003-05 Röppentyű utcai lakóház
- 2003-04 Aquincum Villaházak
- 2003-08 Reitter Ferenc utcai lakóház
- 2004-06 Árpád úti lakóház
- 2005-06 Zivatar utcai lakóház
- 2005-07 Graphisoft Park, 'M' épület
- 2006-10 Airport Office Park, Quadrum irodaház
- 2006-08 MVM Székház
- 2006-08 Egis-Medimpex Székház
- 2006-09 Szugló utcai lakóépület
- 2007-09 Simplon B, lakóépület
- 2007-11 Magyar Autóklub Székház
- 2008-09 Szépvölgyi úti irodaház
- 2008-10 Allianz Székház
- 2009-11 Akademia Park, Officium irodaház
- 2011-12 Richter Gedeon Nyrt. irodaház

### Tervek, pályázatok
- 1998 Trafó-KHM bővítése tervpályázat
- 1999 'Úttörőáruház' átalakítás, koncepcióterv
- 2001 Váci utcai apartmanház, engedélyezési terv
- 2002 Nemzetközi hajókikötő Esztergom, tervpályázat
- 2002 Syngenta Seeds telephely, engedélyezési terv
- 2004 Haller Kert irodaház, tervpályázat
- 2005 SAP irodaház, koncepció terv
- 2005 Microsoft irodaház koncepcióterv
- 2008 Sóska utcai családi ház bővítés, engedélyezési terv
- 2007 Corvin sétány, lakóépület, tervpályázat
- 2008 RKK iroda és lakóházak tervpályázat, majd vázlatterv
- 2008 Labdarúgó utcai lakópark koncepcióterv
- 2008 Balatonszemes apartmanház vázlatterv
- 2008 Sziget 13 /REM/, tervpályázat
- 2009 Balatonalmádi yachtkikötő, szálloda és továbbképző központ, koncepcióterv
- 2009 Trafó irodaház, tervpályázat
- 2009 Pesti Park, beépítési koncepció
- 2010 Balatonszepezdi apartmanház, engedélyezési terv
- 2010 Akadémia Park, tervpályázat
- 2011 Aquincum Institute of Technology, tervpályázat
- 2011 Duna Passage, tervpályázat
- 2012 Iparművészeti Múzeum Rekonstrukciója tervpályázat, majd engedélyezési terv

### Publikációk, kiállítások
- DLA-előadás, 2004. május 4.[7]
- Az építészeti minőség, avagy a bizalom anatómiája[8]
- A város egy időszövet[9]
- továbbá a www.epiteszforum.hu[10] oldalain
- 2002 'az elmúlt tíz év...' MÉK-MÉSZ Kós Károly termében

## Képgaléria

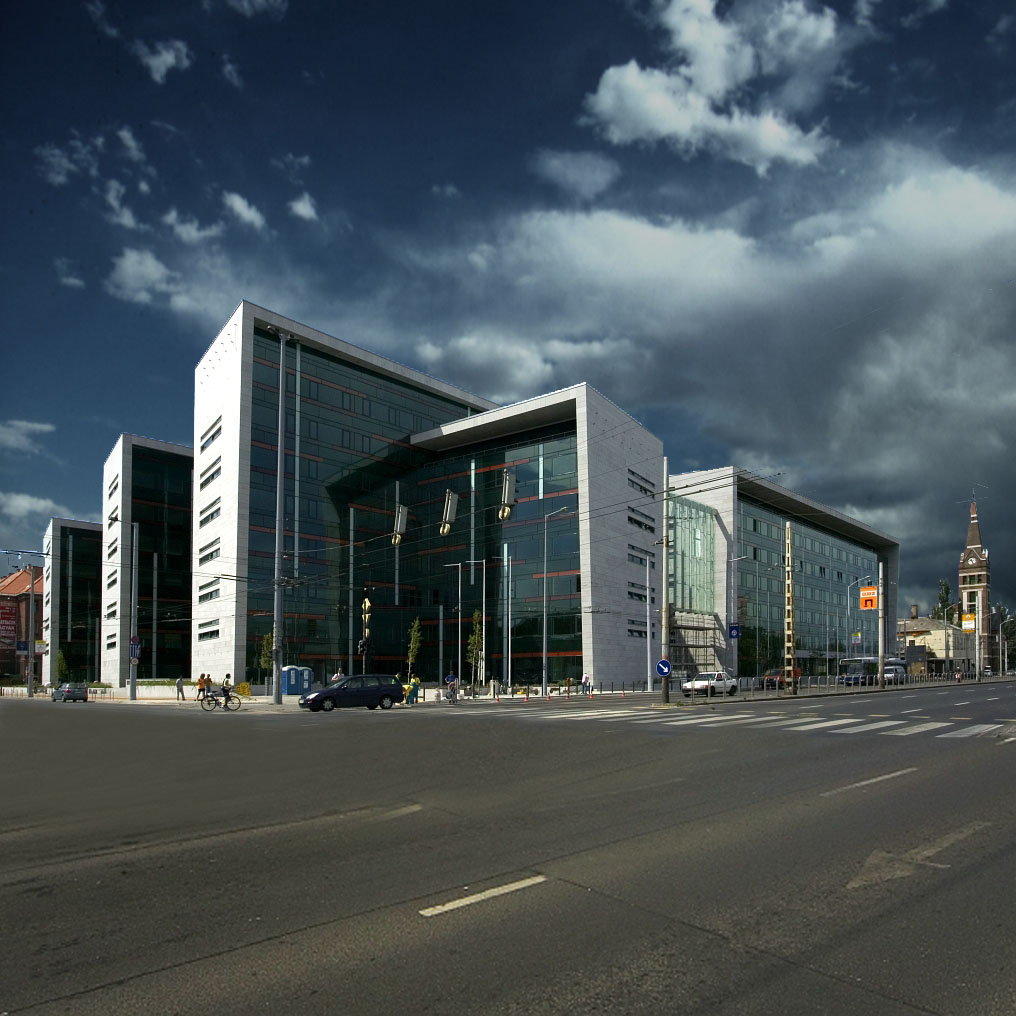
Aréna Corner Irodaház
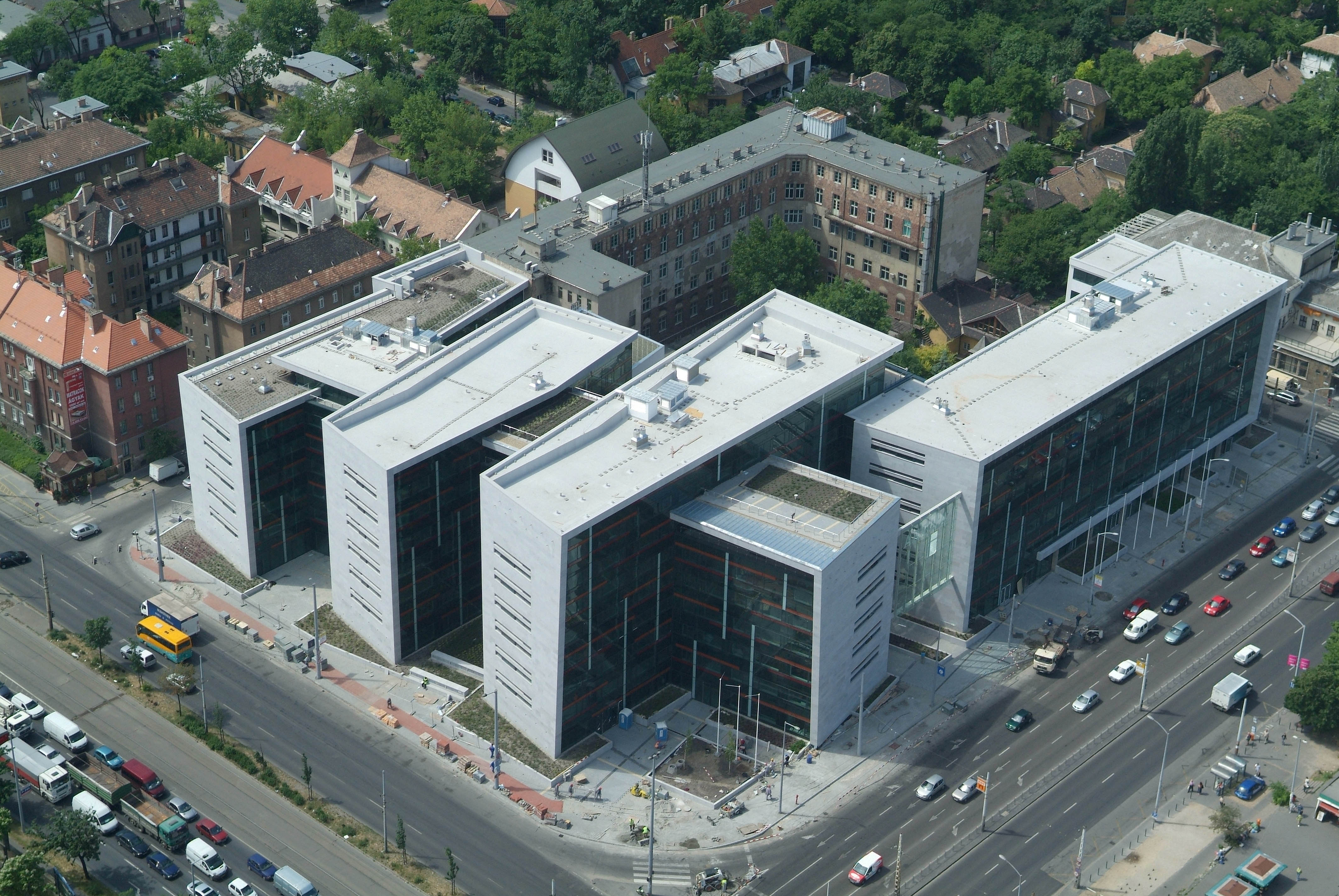
Aréna Corner Irodaház
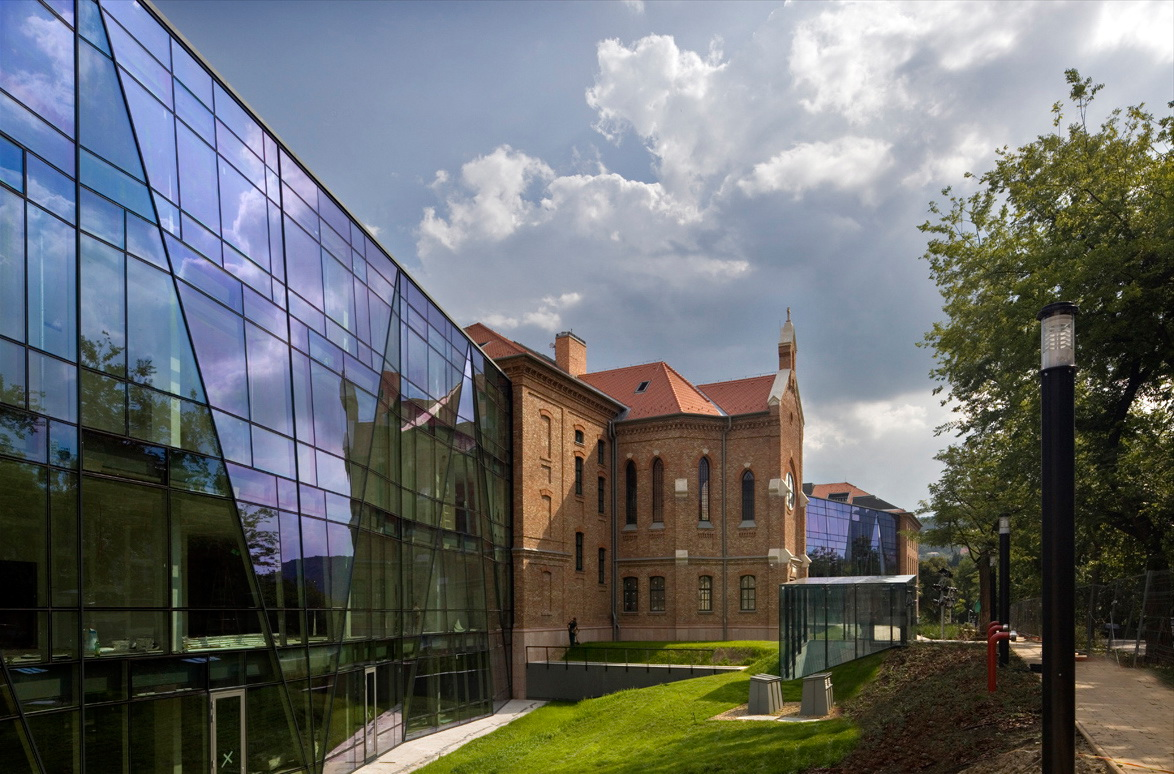
Akadémia Park Officium Irodaház
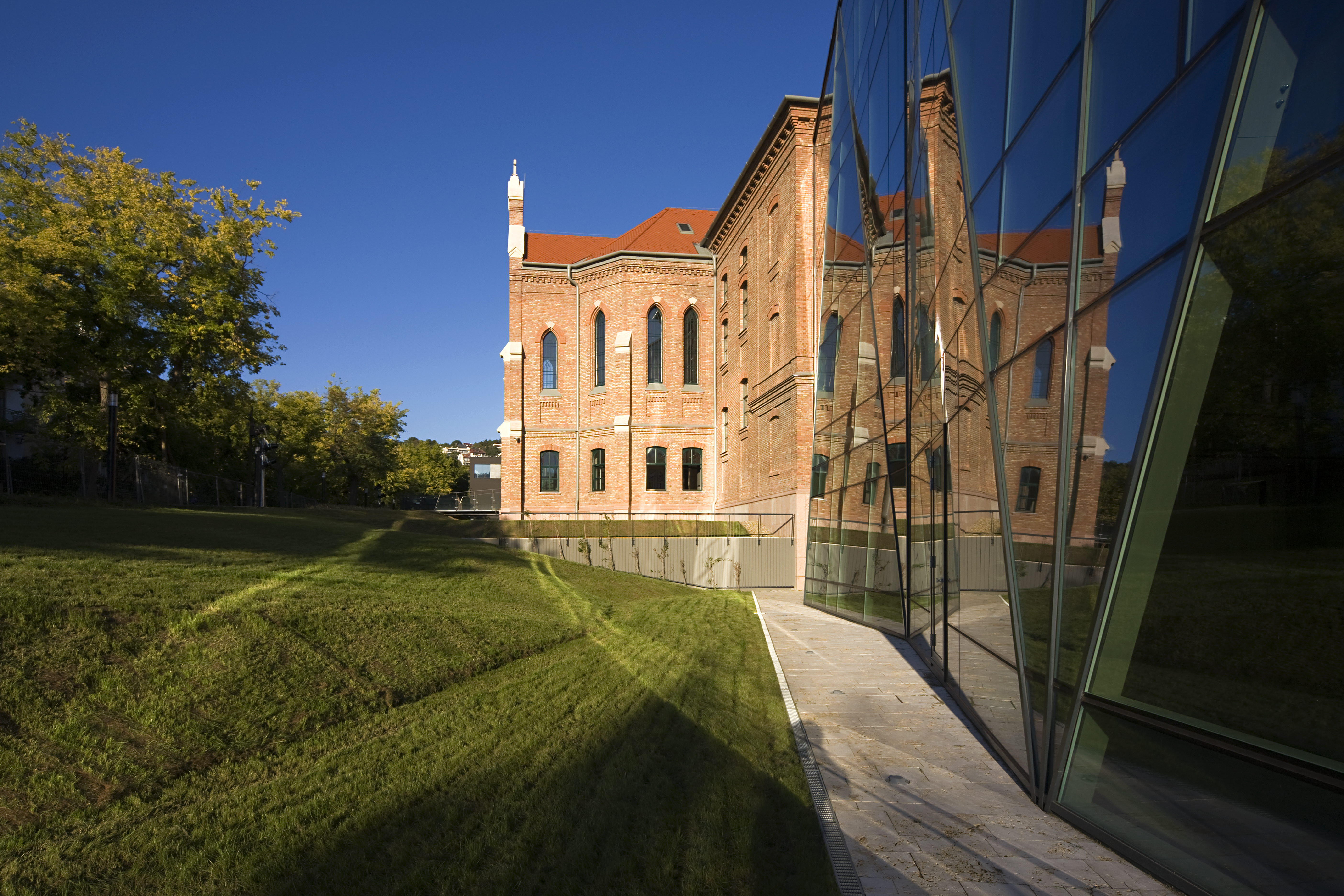
Akadémia Park Officium Irodaház
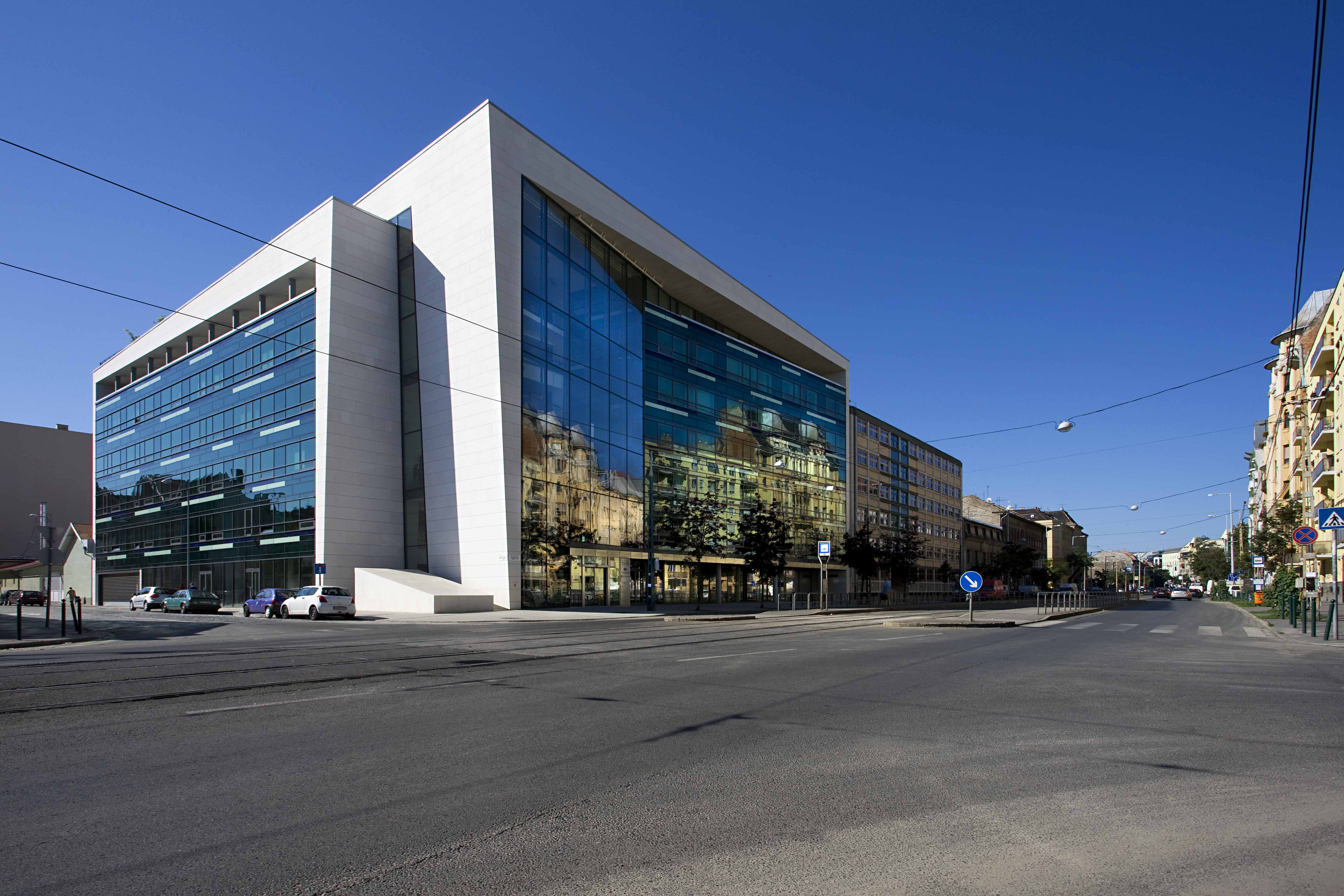
EGIS Székház
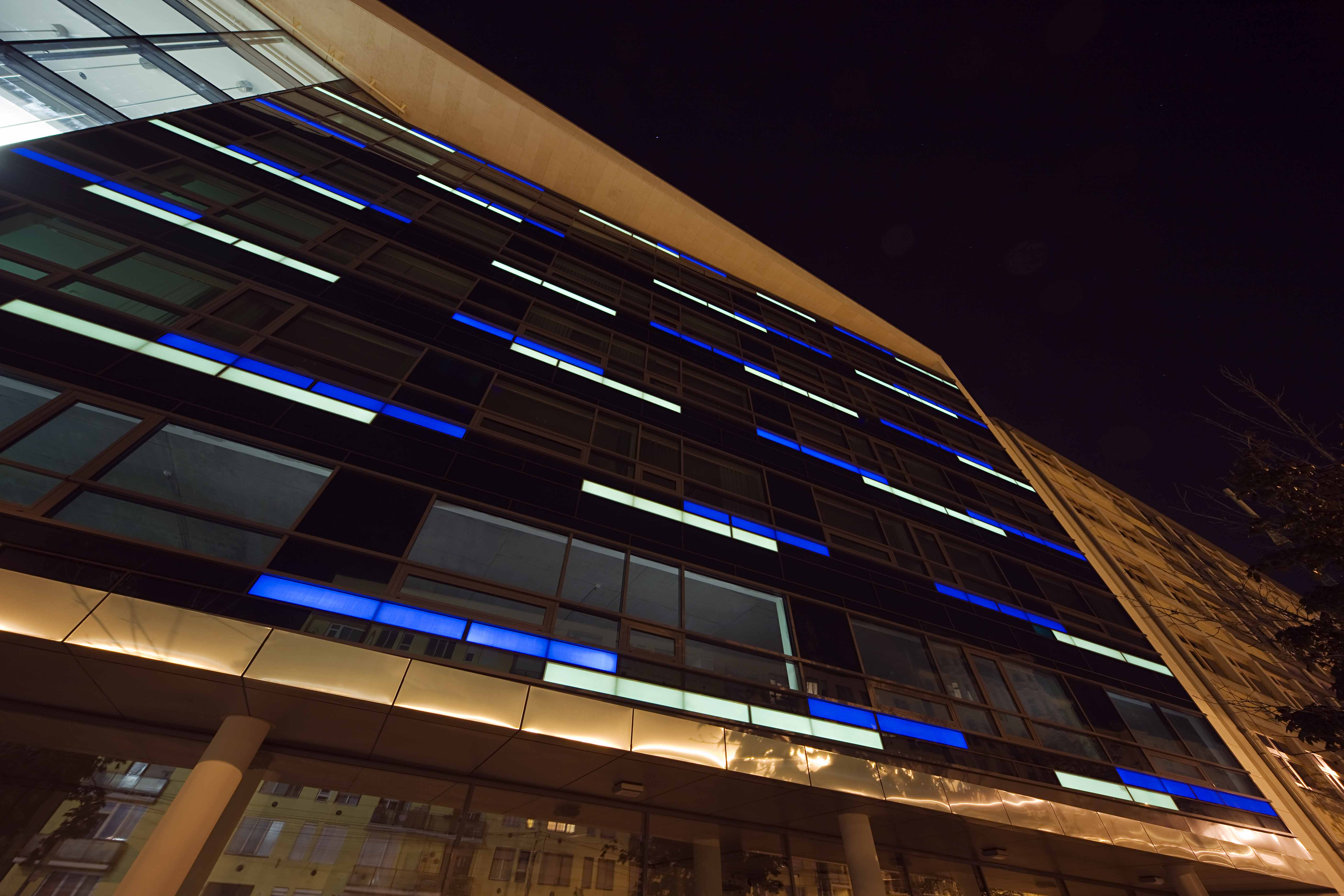
EGIS Székház
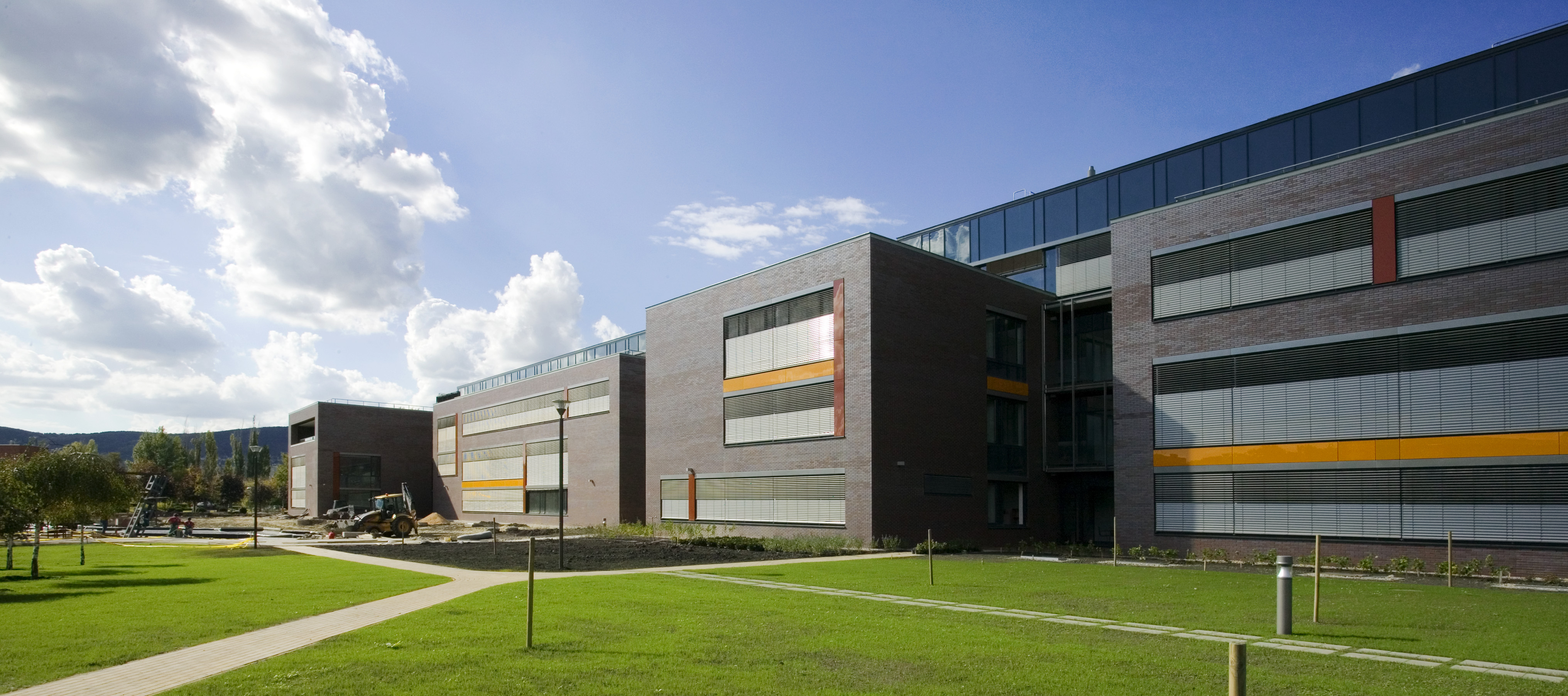
Graphisoft Park, Microsoft Épület
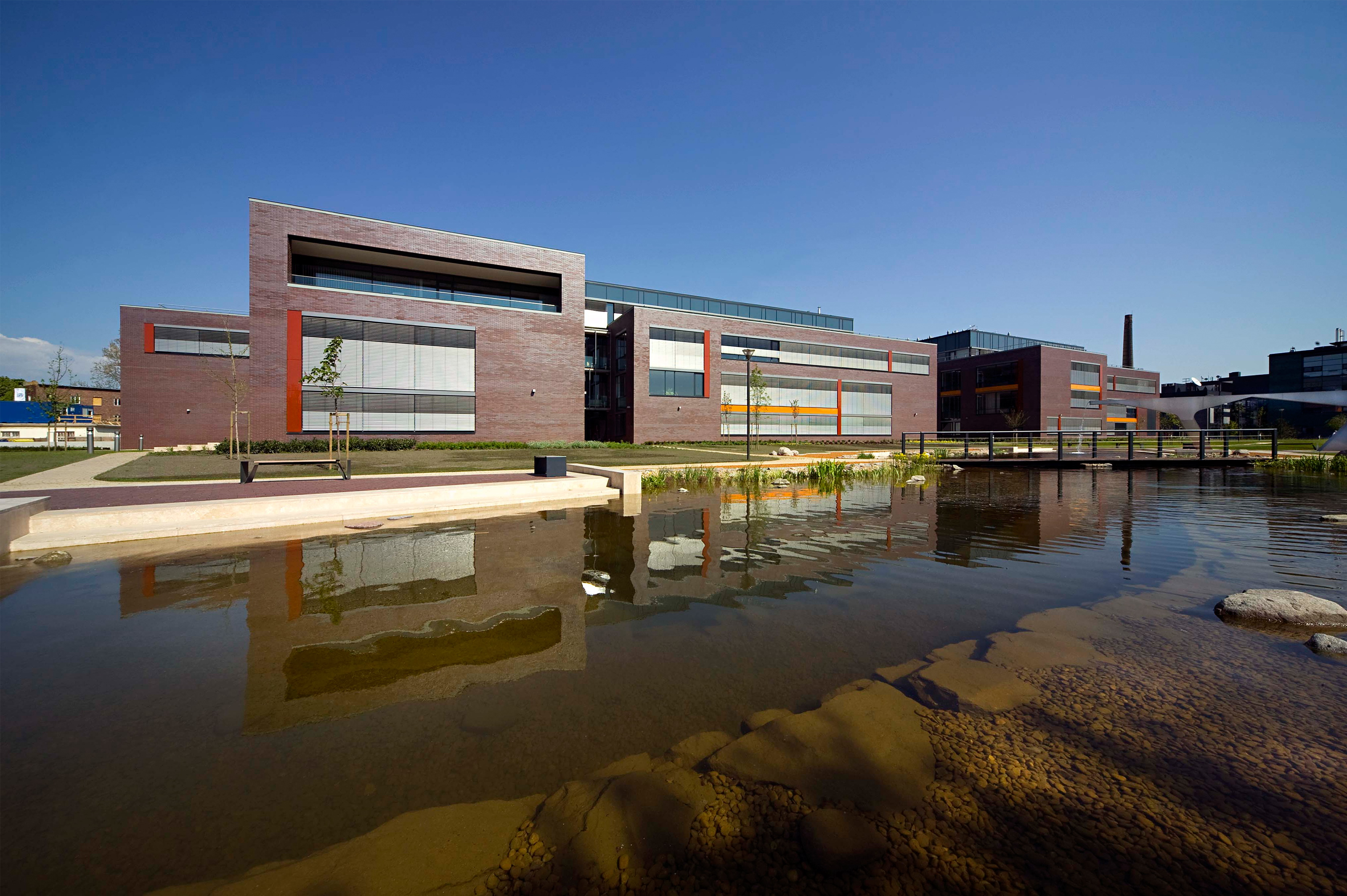
Graphisoft Park, Microsoft Épület
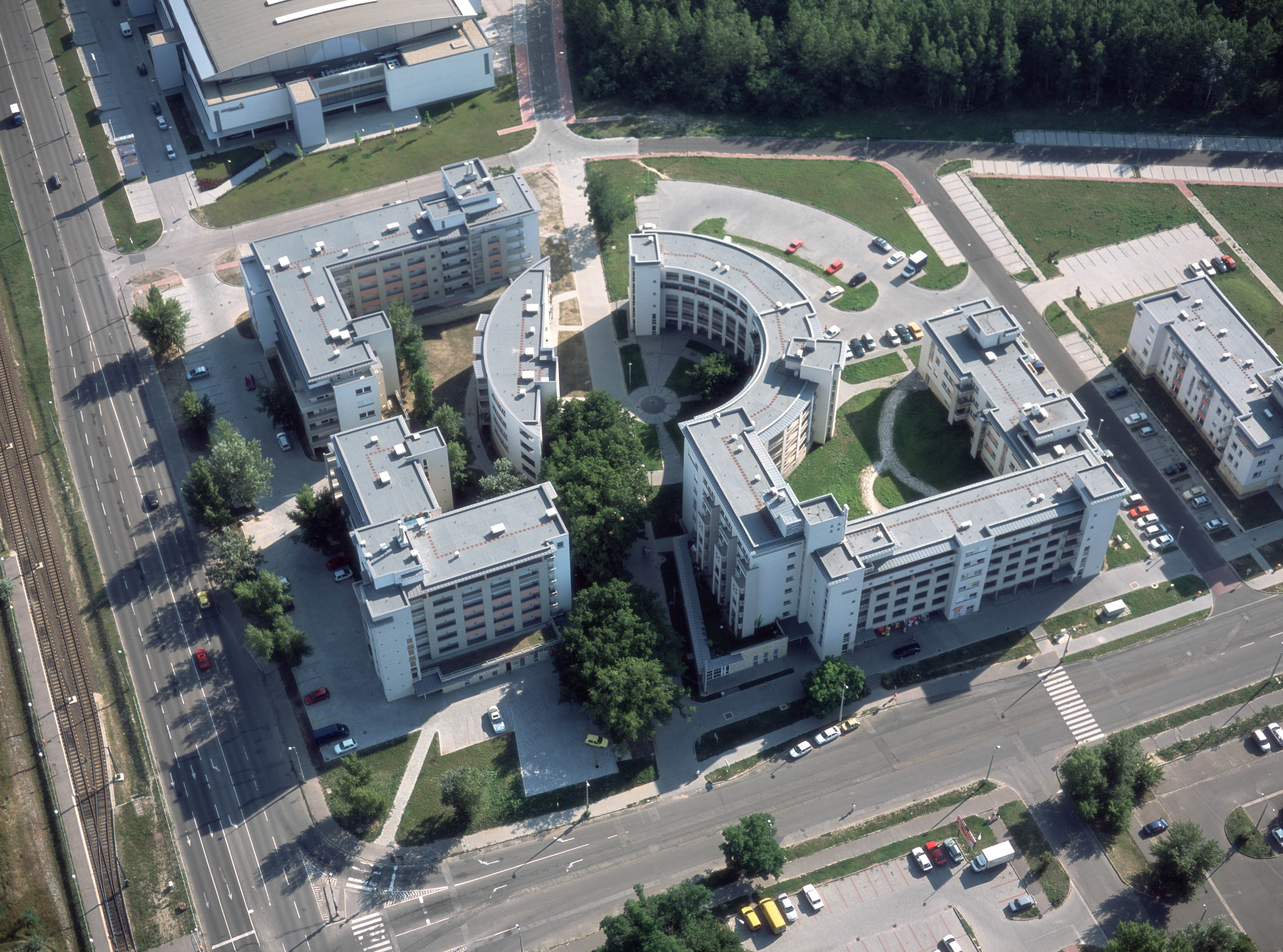
Káposztásmegyeri Új Lakónegyed légifotója
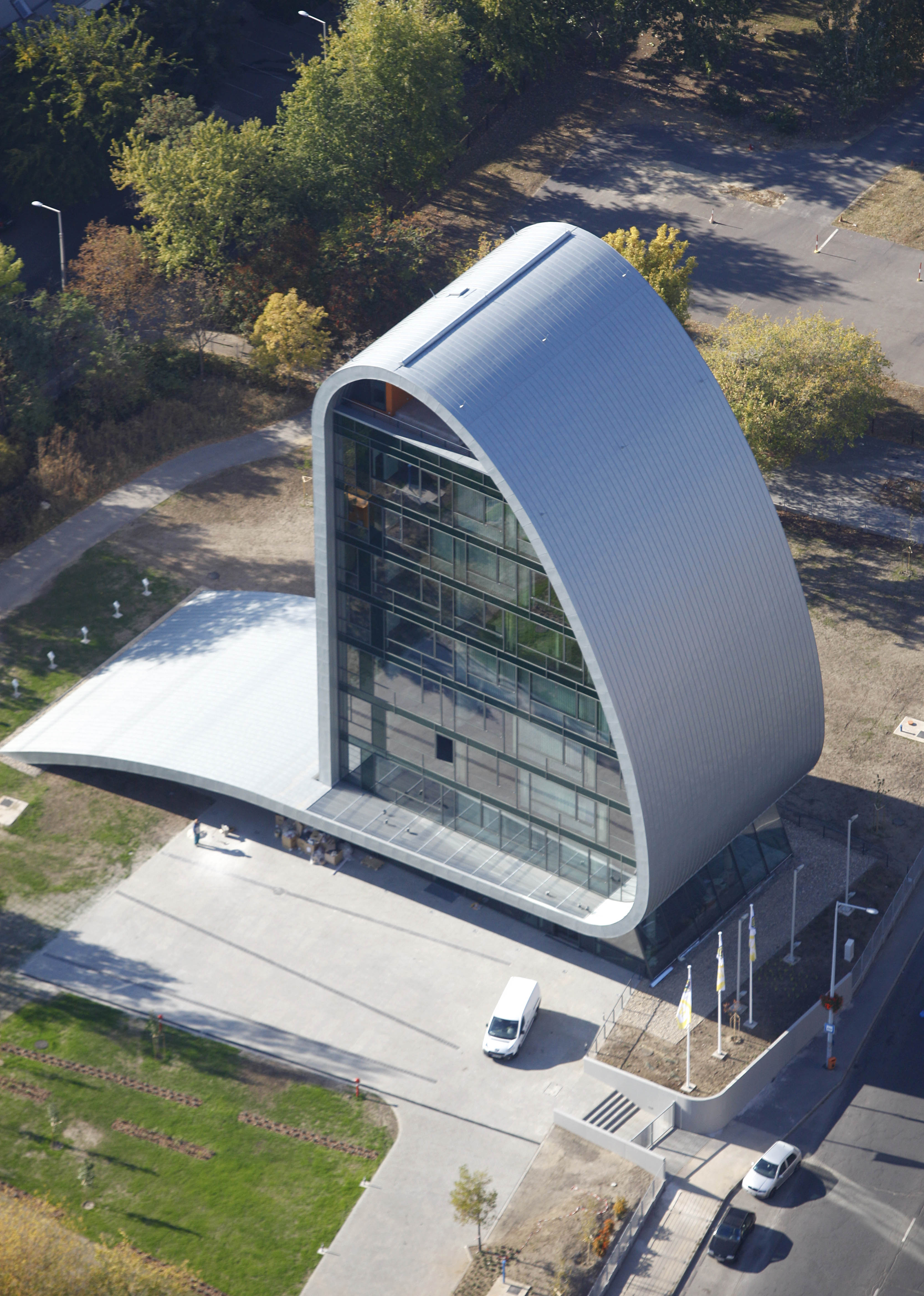
Magyar Autóklub Székház
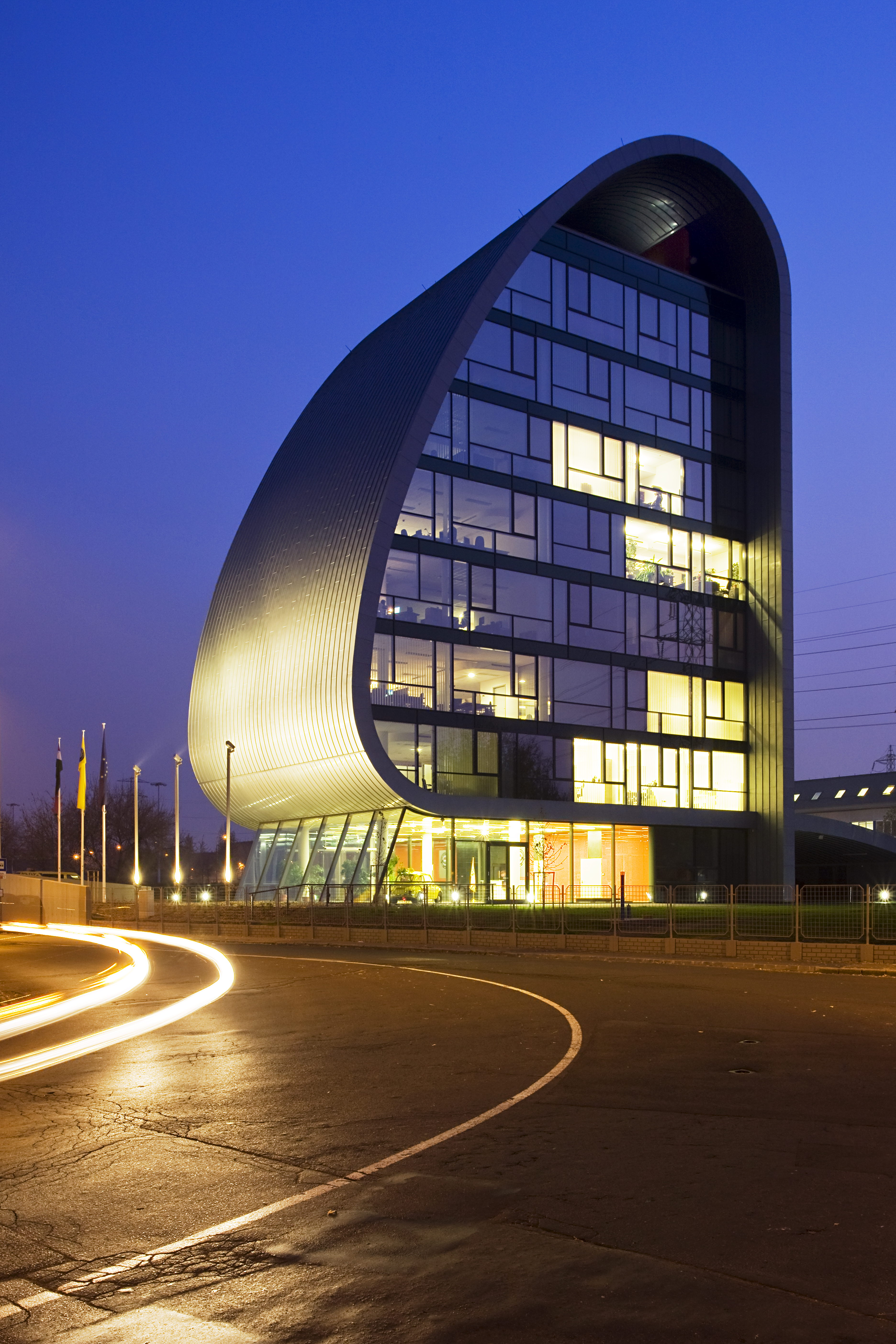
Magyar Autóklub Székház
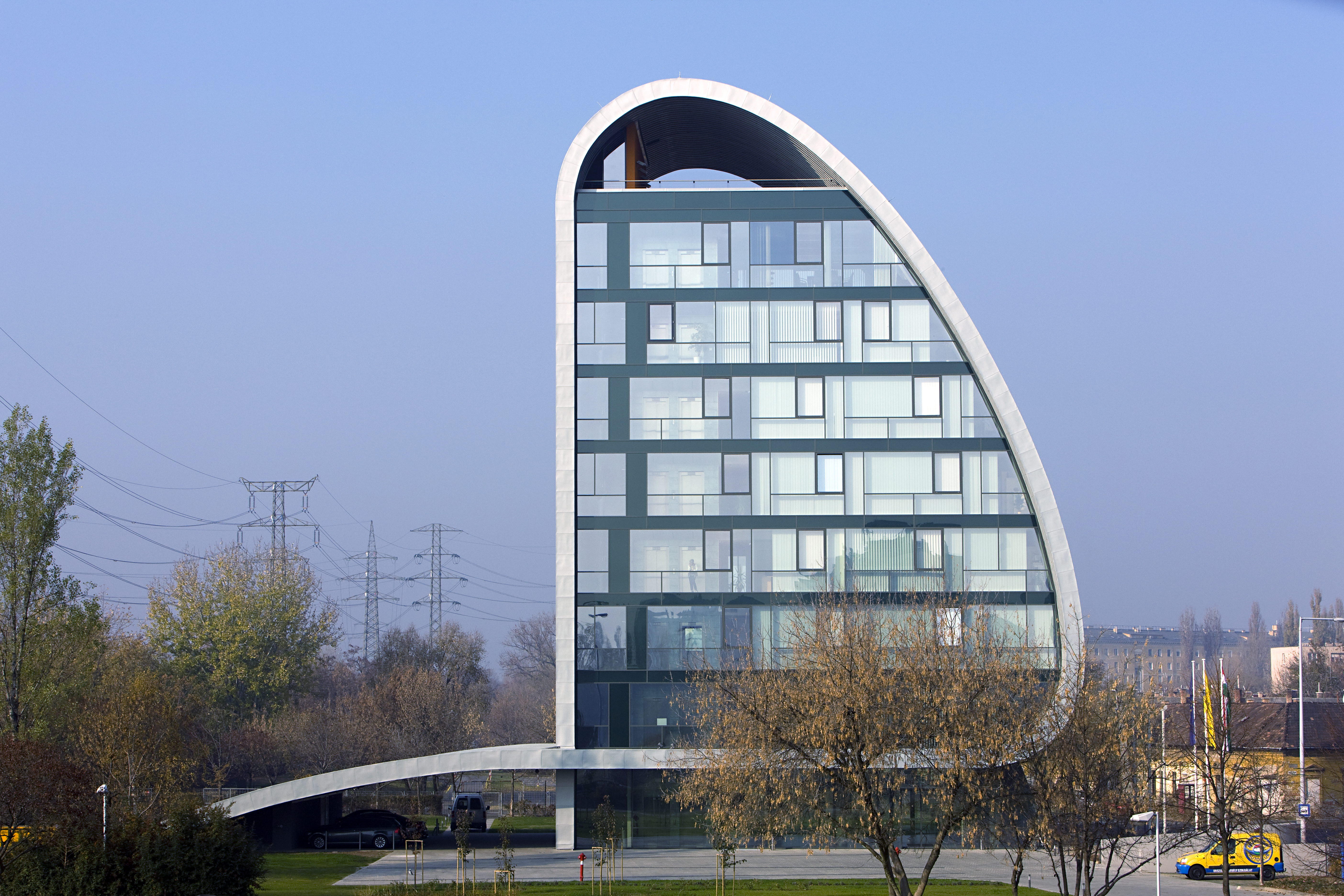
Magyar Autóklub Székház
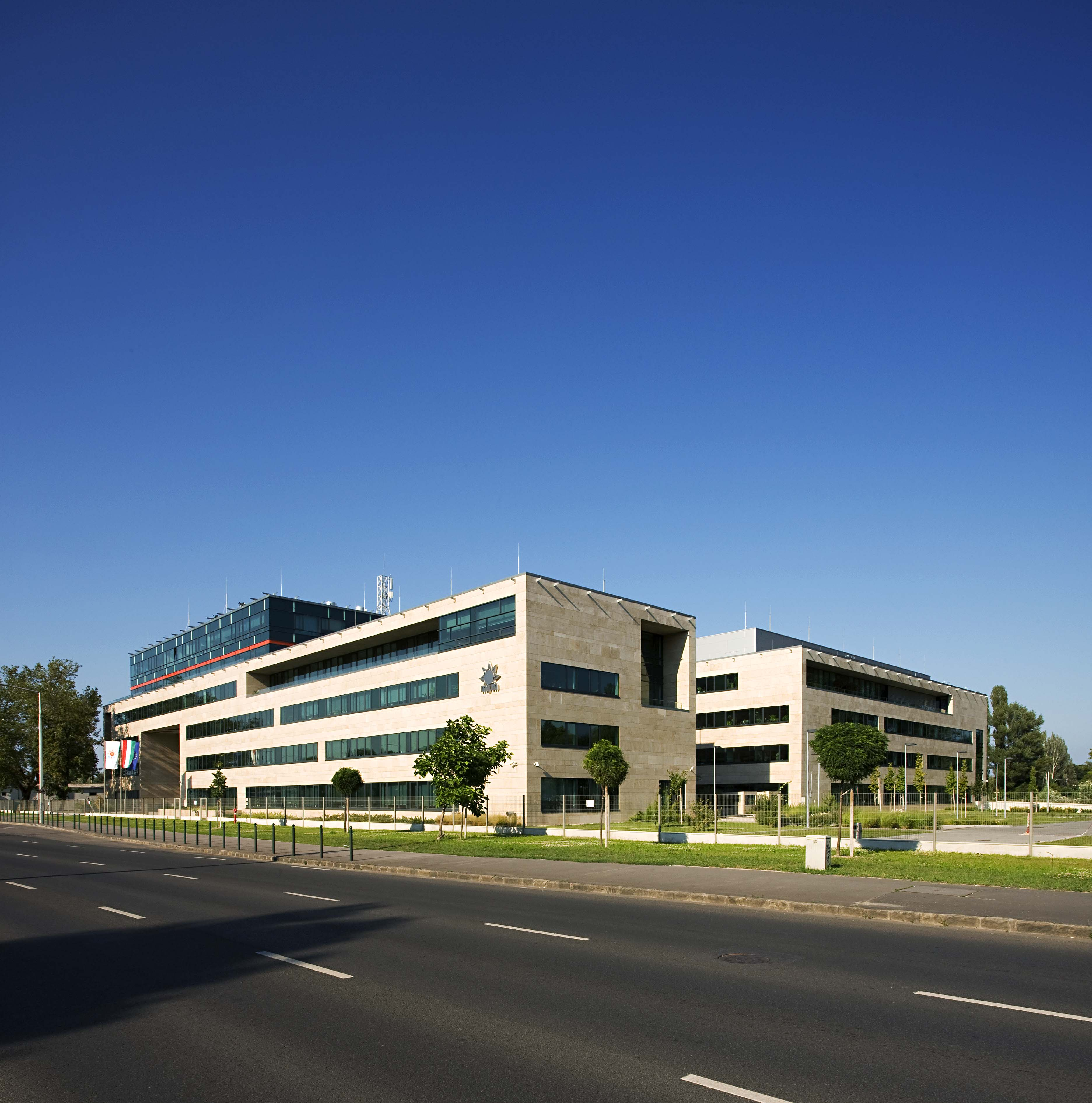
Magyar Villamos Művek Székház
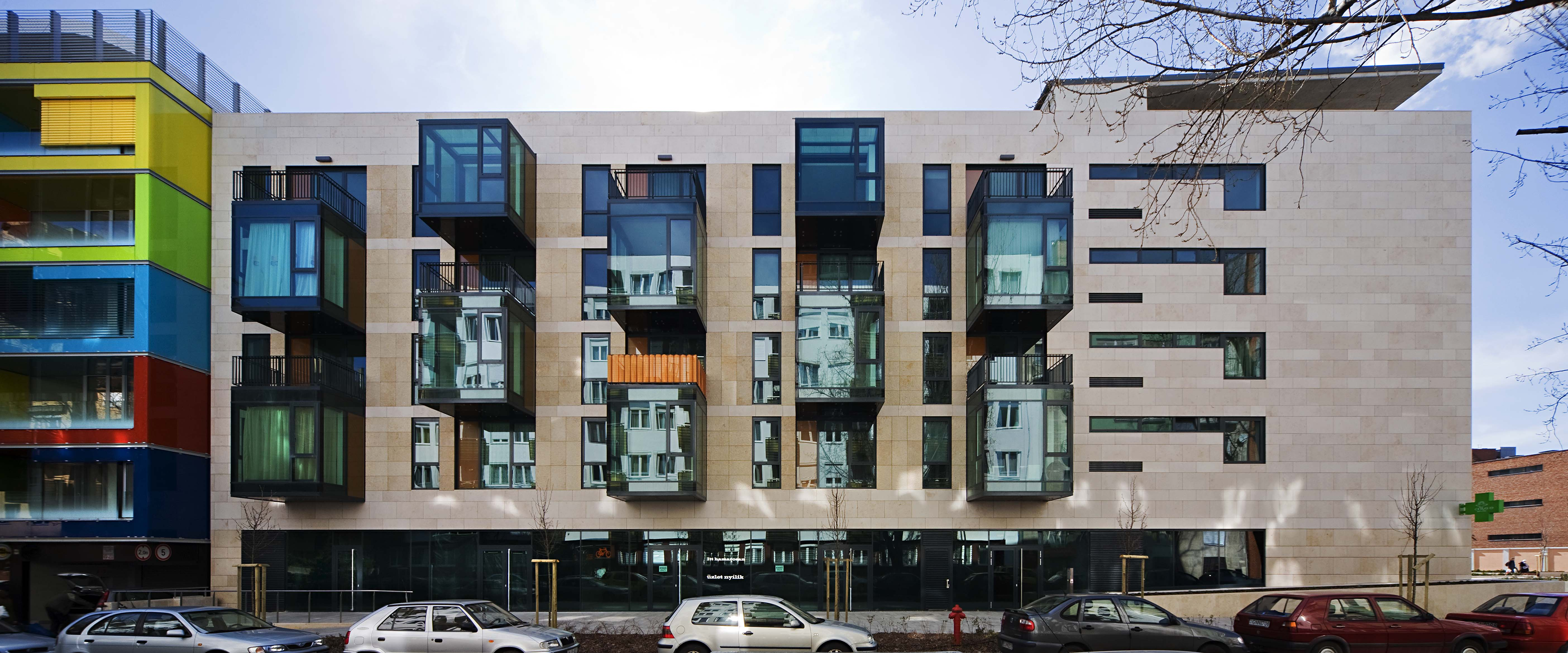
Simplon B Lakóház
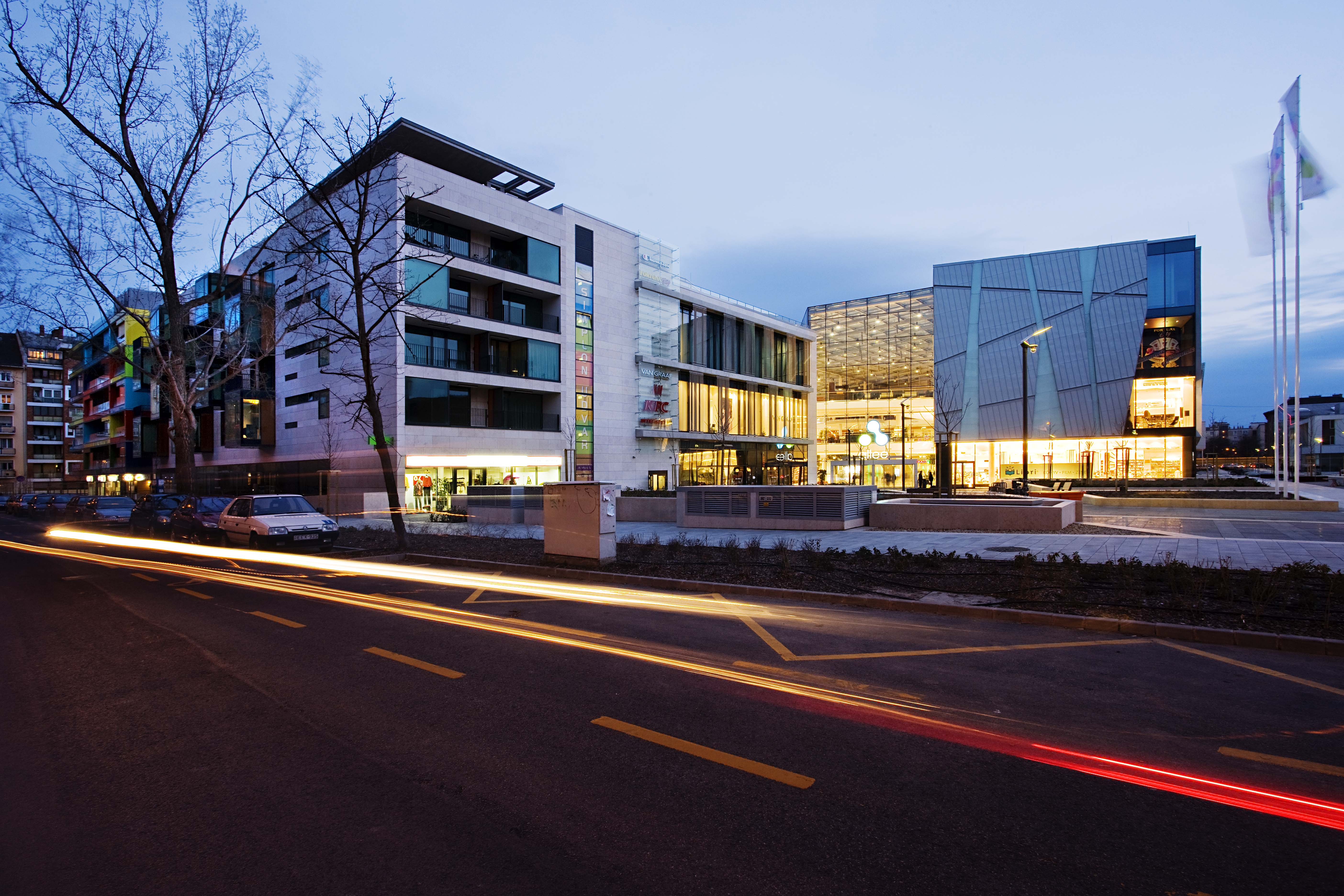
Simplon B Lakóház
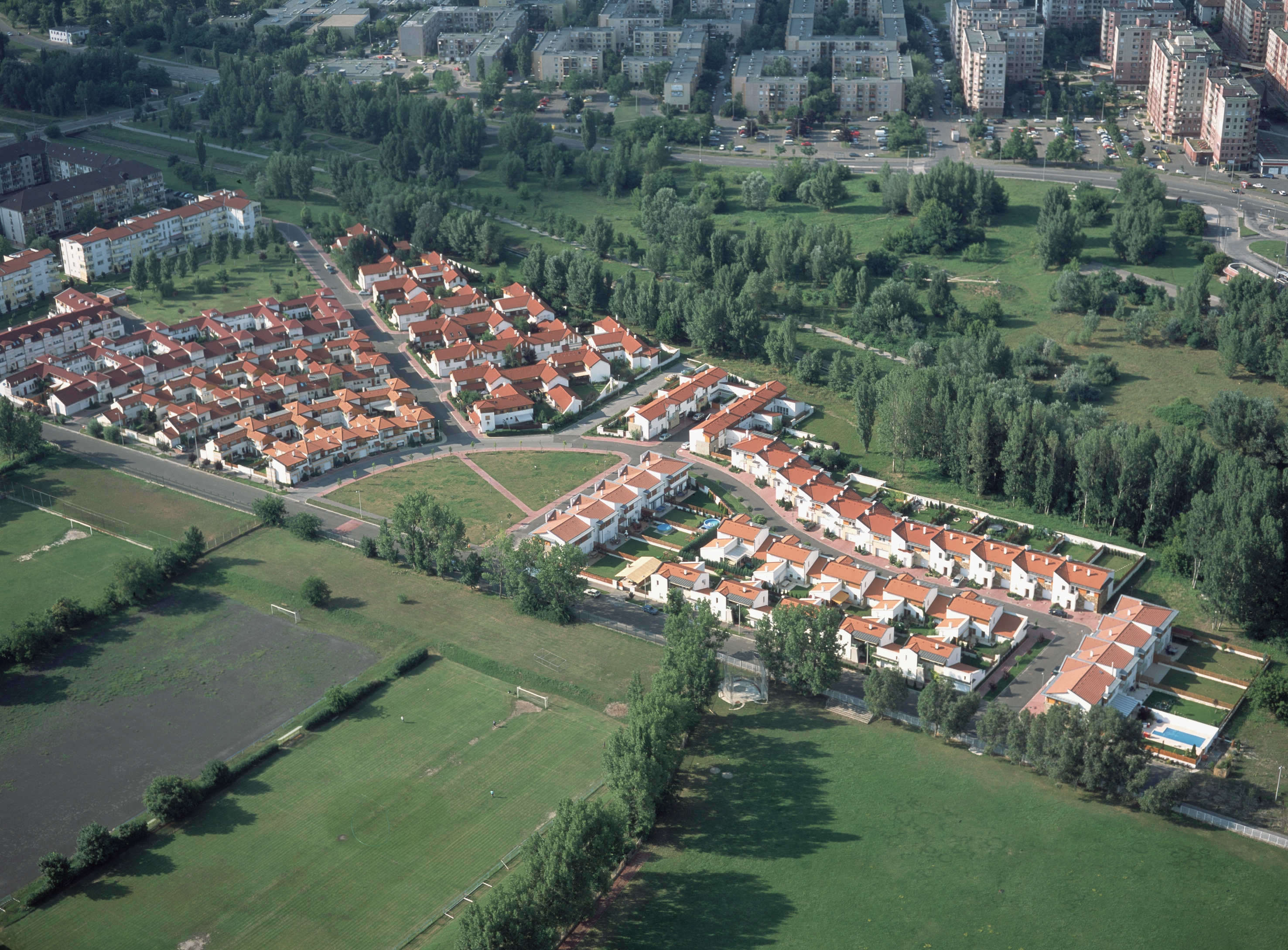
Szilas Lakópark
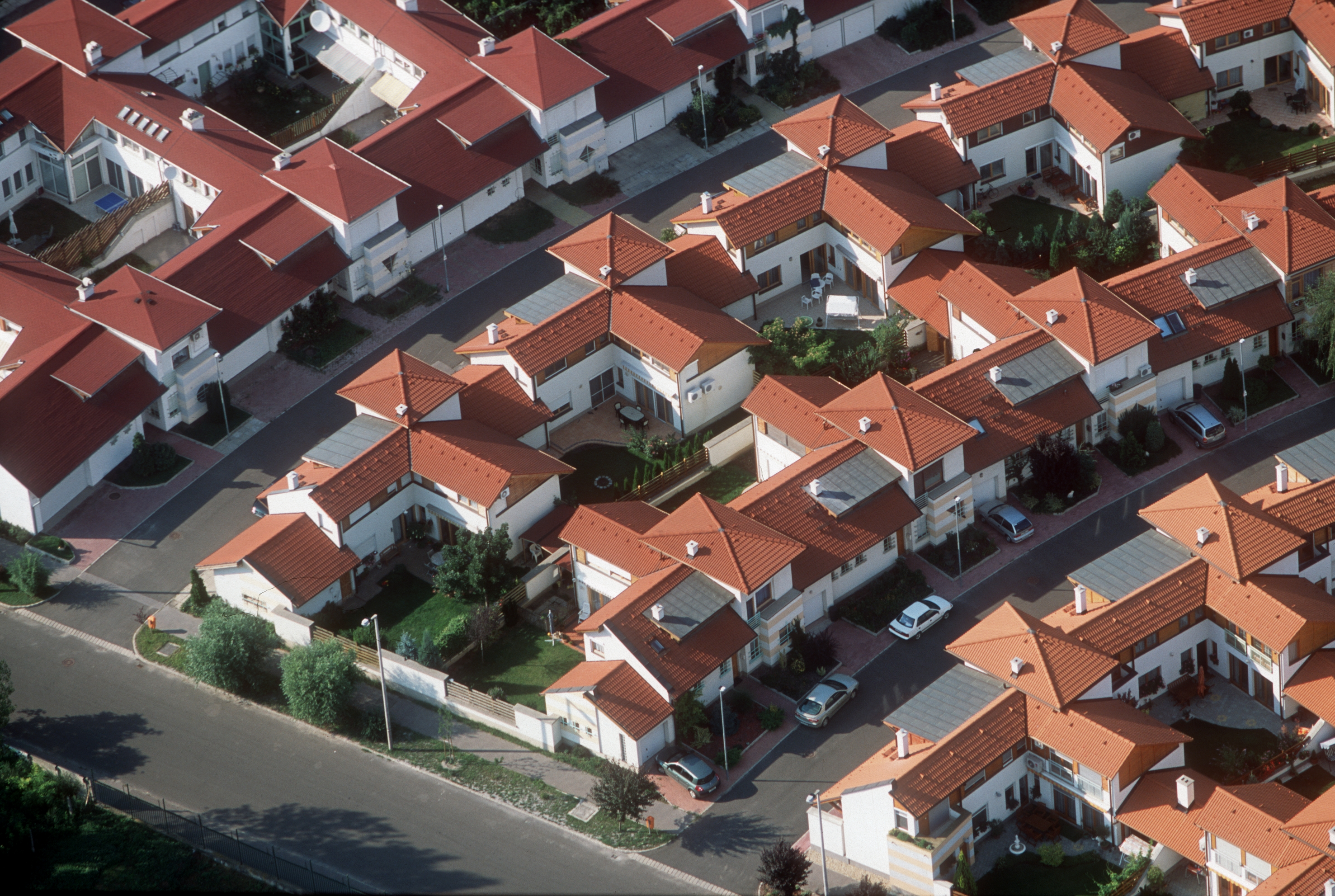
Szilas Lakópark
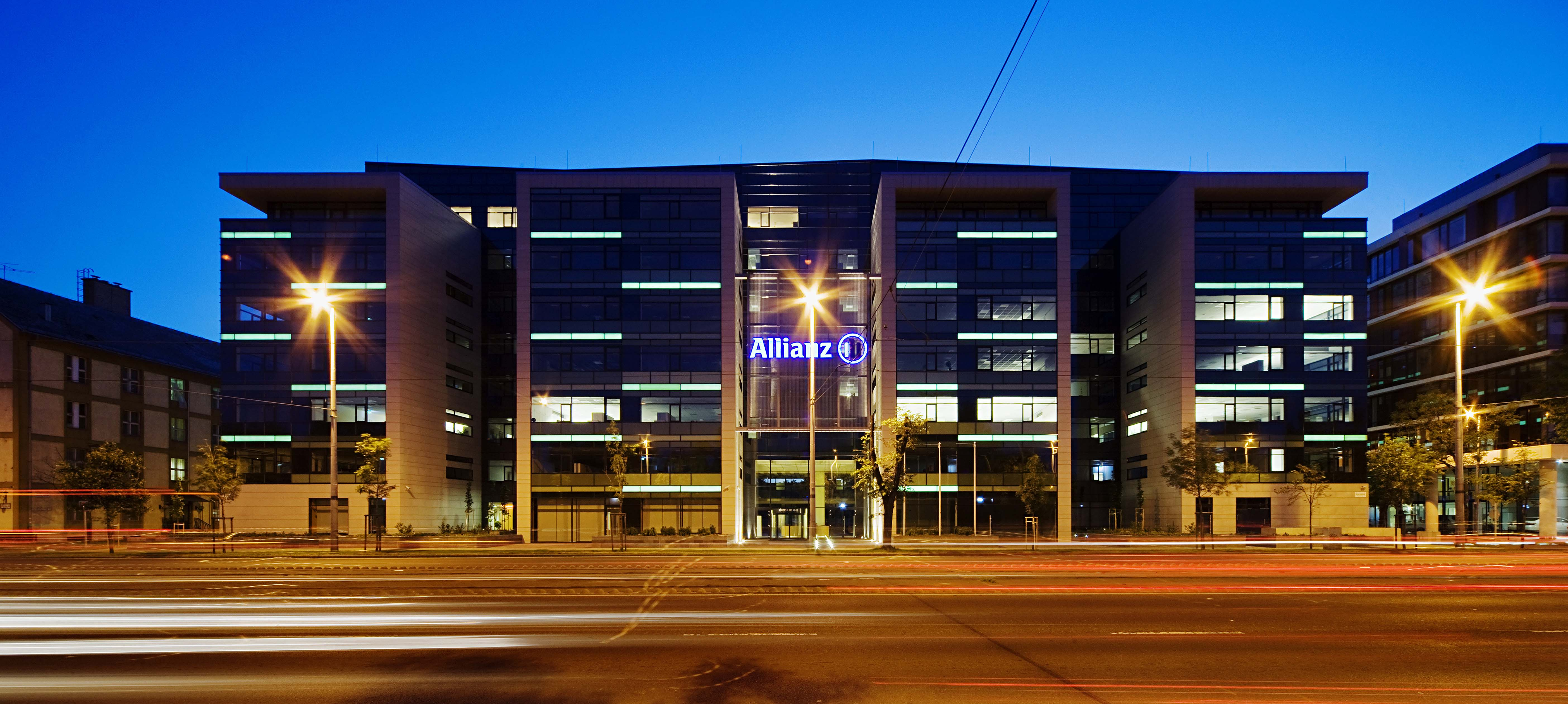
Allianz Székház
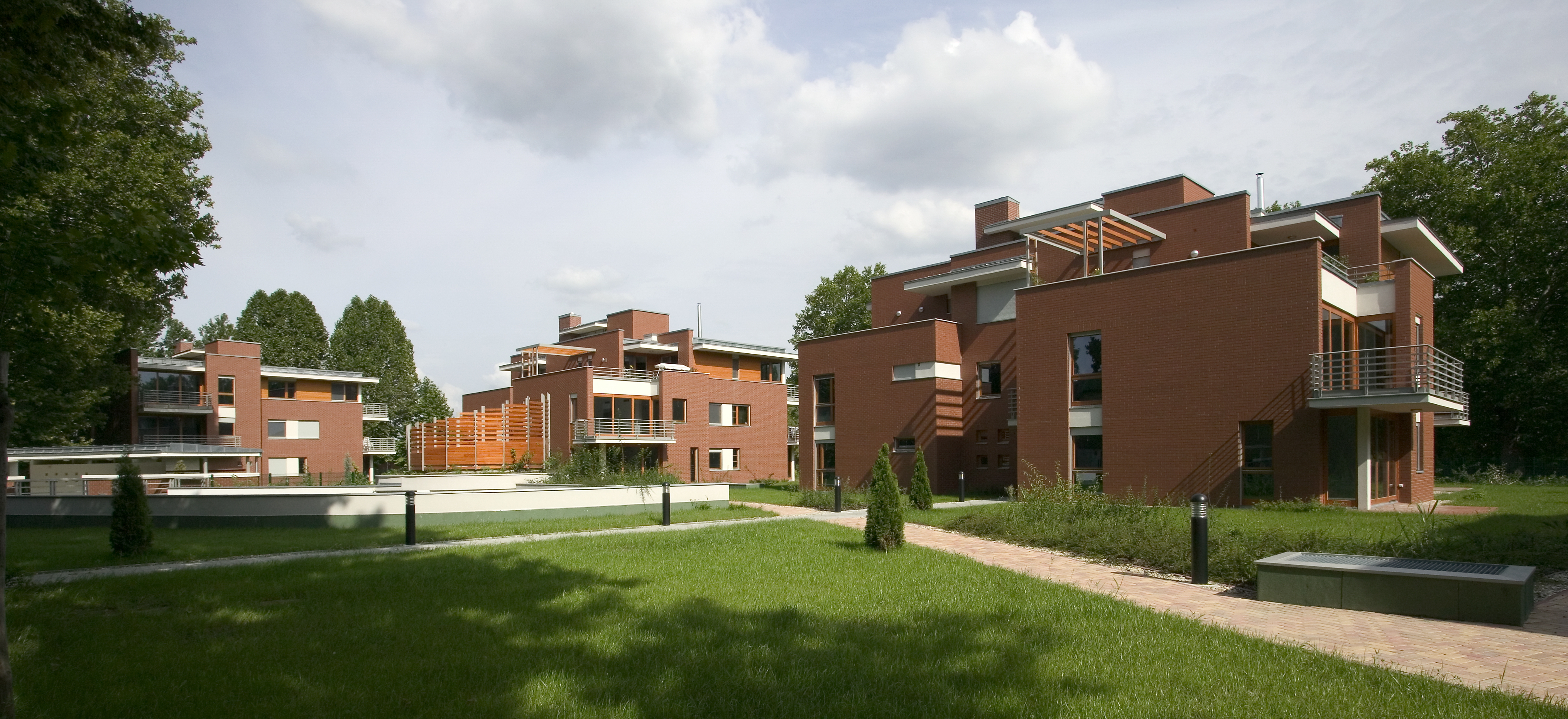
Aquincum Lakópark